# Collinutius
Collinutius is een geslacht van wantsen uit de familie van de Tingidae (Netwantsen). Het geslacht werd voor het eerst wetenschappelijk beschreven door William Lucas Distant in 1903.

## Soorten
Het genus bevat de volgende soorten:

- Collinutius alicollis (Walker, 1873)
- Collinutius medogensis Jing, 1988